# Dantax
Dantax A/S er en dansk børsnoteret virksomhed med base i Pandrup, Nordjylland.
Dantax ejer Dantax Radio A/S og har større aktieposter i Opus Acoustics ApS og Ansuz Acoustics ApS.
Dantax har i sig selv ikke særlig aktivitet. Hovedaktiviteten forgår i datterselskabet Dantax Radio A/S der udvikler, markedsfører og sælger TV og Hifi-udstyr, blandt andet under mærkerne "Dantax", Scansonic, Harmony og Raidho.
Dantax havde tidligere aktivitet indenfor luftfart med ejerskab af Nordic Air A/S samt et fly.
Denne aktivitet blev solgt til John Peter Jensen gennem hans firma John Jensen Holding A/S.